# Bandera de la Unió Africana
La bandera de la Unió Africana està composta per tres franges horitzontals de la mateixa mida: les exteriors són de color verd i la central és blanca amb els marges horitzontals daurats. En el centre de la franja blanca figura l'emblema de la Unió Africana que està format per dos cercles, un mapa daurat del continent, dues branques de palmera de color verd i una cinta daurada a la part inferior.

## Història
Durant la 8a Cimera de la Unió Africana que va tenir lloc a Addis Abeba els dies 29 i 30 de gener de 2007, els caps d'estat i de govern van decidir llançar un concurs per a la selecció d'una nova bandera per a la Unió. Van prescriure un fons verd per a la bandera que simbolitza l'esperança d'Àfrica i les estrelles per representar els Estats membres.
D'acord amb aquesta decisió, la Comissió de la Unió Africana (AUC) dirigida per Muammar Gaddafi va organitzar un concurs per a la selecció d'una nova bandera per a la Unió Africana. L' AUC van rebre un total de 106 inscripcions proposades per ciutadans de 19 països africans i dues de la diàspora. A continuació, les propostes van ser examinades per un grup d'experts creat per la Comissió de la Unió Africana, i seleccionats entre les cinc regions africanes per a la llista curta segons les directrius principals donades pels caps d'estat i de govern. El disseny guanyador va ser creat per Yadesa Bojia, un artista i dissenyador gràfic nord-americà nascut a Etiòpia.

## Simbolisme
- El color verd simbolitzen les esperances africanes i l'aspiració a la unitat.
- El color or representa la salut i el benestar futur de l'Àfrica.
- El color blanc representa la puresa de l'Àfrica i el desig de tenir amics genuïns arreu del món.
- El color vermell (dels anells (en el centre)) representa la solidaritat africana i la sang vessada per a l'alliberació de l'Àfrica.